# 落合吉之助
落合 吉之助（おちあい きちのすけ、1870年5月5日〔明治3年4月5日〕 - 1942年4月1日）は、日本の教育者、聖職者。聖公会神学院校長、立教大学文学部教授・宗教学科長、聖公会女子神学校副校長、聖マツテヤ伝道学校教授、日本聖公会の聖職者。

## 人物・経歴
生誕から米国留学まで
1870年5月5日（明治3年4月5日）、和歌山藩士落合馬之進、信代の長男として生まれる。和歌山中学校在学中の1887年（明治20年）6月、和歌山市湊汀町の救世教会の仮堂において、ページ師（H.D.Page）より求道者教育を受け、翌年3月12日、湊北汀町の救世教会の献堂式の当日にテオドシウス・ティングから洗礼を受けた。
和歌山中学校を卒業後、1888年（明治21年）9月、東京三一神学校（現・聖公会神学院）に入学し、1890年（明治23年）6月に修業した。神学校卒業前の1890年（明治23年）4月5日に東京市京橋区新栄町七丁目の聖三一大聖堂（立教教会）において、チャニング・ウィリアムズより信徒按手を受けた。同年にはウィリアムズより伝道師の認可を受け、同年11月に大阪府河内国堺市市ノ町にある聖テモテ教会に着任。堺ではジョン・マキムの下で働き、マキムより洗礼を受ける。
1892年（明治25年）、留学のためアメリカに渡り、1893年（明治26年）9月にシカゴの西部神学校（The Western Theological Seminary）に入学し、2年後の1895年（明治28年）6月同校の古典科を修業。同年9月神学科に進学し、1898年（明治31年）6月に修業した。この3年間、シカゴ大学でドイツ語とヘブル語を学ぶが、聴講生であったと思われる。
1898年（明治31年）10月、ニューヨーク市のジェネラル神学校・大学院（補修科）に進み、1899年5月19日、神学士(S.T.B）の学位を取得。ジェネラル神学校在学中の同1898年（明治31年）10月9日、ワシントン市の聖パウロ教会にて、シカゴ教区主教のマクラレン（W.E.McLaren）の司式により執事按手を受け、1899年（明治32年）5月28日、ニューヨーク市聖者聖ヨハネ大聖堂の地下礼拝堂にて司祭按手を受けた。また、ジェネラル神学校在学中、コロンビア大学にて哲学、倫理学、人類学の聴講を行った。
日本に帰国、築地での活動
1899年（明治32年）日本に帰国し、東京市京橋区築地明石町53番地に居住し、翌1900年（明治33年）1月17日、マキムの司式、元田作之進夫婦を媒介人として聖婚式を上げた。夫人となった照子（朝比奈藤太郞の妹）との婚約から10年経過しており、夫の留学後を待っての婚姻であった。
1900年（明治33年）9月より、東京聖三一神学校で旧約学の教授となり、聖三一大聖堂にてマキム監督の下で長老として働くこととなった。1901年（明治34年）には、明石町55番地に転居し、明石町53番地にあった女子神学校の副校長に元田作之進の後任として就任した。この年の3月9日に長男の吉一が誕生した。
1902年（明治35年）、麹町飯田町2丁目の諸聖徒教会へ異動し、長老のアーサー・ロイドとともに司牧した。同年後半には、仙台に赴任したと思われる。1903年（明治36年）4月20日、長女はなが生まれた。
仙台へ
1904年（明治37年）には、仙台の定禅寺通櫓町8番地の仙台基督教会と、弓ノ町21番の講義所の長老を務め、元常磐町15番地の女子神学校（後の青葉女学院）と関わりがあった。エフ・メドレー（F. Madley）師の後任として仙台基督教会を司牧したのと同時に、マキムの命でミス・マクレイ（Miss E. McRae）とともに婦人伝道師養成の学校を開設するためであったと考えられる。女子神学校は、1905年（明治38年）には生徒数が5名で、仙台基督教会と同じ敷地に移り、1908年（明治41年）には仙台市元柳町52番地に移転し、明治42年には仙台市外記町28番地、1910年（明治43年）となり、「伝道女学校（北東京地方婦人伝道者養成学校）」として、仙台市東一番町11番地に設立されることとなった。名称に青葉女学院が記載されるようなるのは1914年（大正3年）以降になってからであった。
仙台在任中は日本YMCAとの関係も特に深く、日本帰国後まもなく、1900年（明治33年）7月には、元田作之進を校長として箱根芦ノ湖畔で開催されたYMCA夏季学校で既に講師を務め、講話を行っている。
1905年（明治38年）4月から1907年（明治40年）7月まで、仙台市東北中学校で英語の教師も務め、1905年（明治38年）12月25日には、二女の光が生まれた。
再び東京へ
1907年（明治40年）9月、立教大学の講師、東京三一神学校（現・聖公会神学院）で旧約学、ヘブル語の教授に就任。この時、立教大学では1年のみ教鞭を取ったようだが、担当科目は聖書であった。東京三一神学校の教授就任と同時に、聖マツテヤ伝道学校の教授も兼務した。1909年（明治42年）5月11日には、二男吉二が誕生した。
1911年（明治44年）に東京三一神学校の副校長に就任した。
その間、各地の教会で司牧に携わり、1908年（明治41年）から1909年（明治42年）には、C.F.スイート（Charles F. Sweet）師が休暇で不在の間、浦和諸聖徒教会の長老（管理司祭）を務めた。1910年（明治43年）にはJ.チャペル（J. Chapel）師が不在の間、水戸ステパノ教会の長老と太田講義所の長老（管理司祭）を務めた。1911年（明治44年）には、C.H.エヴァンス(Charles H. Evans) 師が不在の間、前橋マツテヤ教会、高崎聖公会の長老（管理司祭）を務めた。
1911年（明治44年）4月27日、聖教社神学校から文部省へ提出された学則変更、名称変更手続きの結果、聖公会神学院が認可され、同年5月聖公会神学院の教授に就任した。聖公会神学院は1912年（大正元年）に池袋に新校舎が完成するが、それ以前は芝区芝栄町8番地の仮校舎に所在した。東京三一神学校も大正7年まで築地に存続しており、副校長と教授職を兼務している。
聖公会神学院、池袋時代
聖公会神学院が池袋の新校舎に移り、教授校宅の完成とともに、住居も明石町から池袋へ移したと思われる。1919年（大正8年）9月3日に今井寿道校長が亡くなった後、1920年（大正9年）4月に聖公会神学院長に就任し、1920年（大正9年）6月に聖公会神学院の第2代校長に就任する。同1920年（大正9年）4月、文部省が立教大学文学部に宗教学科の設置を認可した。これに伴い、立教大学と聖公会神学院の間に提携関係が成立するが、立教大学予科修了者が神学院に入学でき、同時に立教大学の宗教科にも学籍を持って、3ヵ年の同一共通科目を学習後、両校の卒業資格が得られるようになった。このため、神学院校長の資格で立教大学文学部教授・宗教学科長に就任し、合わせて非常勤講師としてヘブル語を担当した。
1922年（大正11年）、立教大学は大学令に基づく大学となるが、教授としての担当科目は猶太教経典学であった。立教大学との連携関係は1938年（昭和13年）まで維持されている。
その間、1924年（大正13年）に母校である西部神学校（当時・シーベリ・ウェスタン神学校／Seabury Western Theological Seminary）から名誉神学博士の学位がおくられた。
1927年（昭和2年）4月にはパレスチナを訪問。
1939年（昭和14年）7月に聖公会神学院の校長を辞任する。この時まで池袋の校宅を住所としていた。校長辞任後も専任講師として希伯来語（ヘブライ語）を担当した。
上記の間も教会での司牧にも務め、1915年（大正4年）から1921年（大正10年）、浦和の諸聖徒教会、大宮聖公会で管理司祭を担った。1923年（大正12年）に日本聖公会東京教区の設置にともない、これまで南東京地方部に属していたR.D.M ショウ（Ronald Dunn Mackintosh Shaw）が司牧をしていた東京・牛込の聖バルナバ教会で亡くなるまで、19年にわたって管理を行った。

## 主な著作
- 『旧約聖書撤母耳前後書註釈　完』日本聖公会出版社 1914年
- 『旧約聖書亜麼士書註釈』日本聖公会出版社 1917年
- 『何西亜書註釈 : 旧約聖書』日本聖公会出版社 1919年